# Kuda
Kuda – według Sumeryjskiej listy królów trzeci władca należący do IV dynastii z Uruk. Dotyczący go fragment brzmi następująco:
„Kuda (z Uruk) panował przez 6 lat”.